# Blepisanis neavei
Blepisanis neavei är en skalbaggsart. Blepisanis neavei ingår i släktet Blepisanis och familjen långhorningar.

## Underarter
Arten delas in i följande underarter:
- B. n. neavei
- B. n. guineana